# Корі Стіллман
Корі Стіллман (англ. Cory Stillman, нар. 20 грудня 1973, Пітерборо) — колишній канадський хокеїст, що грав на позиції крайнього нападника. Грав за збірну команду Канади.
Володар Кубка Стенлі. Провів понад тисячу матчів у Національній хокейній лізі.

## Ігрова кар'єра
Хокейну кар'єру розпочав 1989 року.
1992 року був обраний на драфті НХЛ під 6-м загальним номером командою «Калгарі Флеймс». 
Протягом професійної клубної ігрової кар'єри, що тривала 19 років, захищав кольори команд «Калгарі Флеймс», «Сент-Луїс Блюз», «Тампа-Бей Лайтнінг», «Оттава Сенаторс», «Флорида Пантерс» та «Кароліна Гаррікейнс».
Загалом провів 1107 матчів у НХЛ, включаючи 82 гри плей-оф Кубка Стенлі.
Виступав за збірну Канади.

## Тренерська робота
Був тренером-асистентом у клубах «Флорида Пантерс» та «Кароліна Гаррікейнс».

## Нагороди та досягнення
Володар Кубка Стенлі в складі «Тампа-Бей Лайтнінг» (2004) та «Кароліна Гаррікейнс» (2006).

## Статистика
| Сезон        | Клуб                    | Ліга         | Регулярний сезон | Регулярний сезон | Регулярний сезон | Регулярний сезон | Регулярний сезон | Плей-оф | Плей-оф | Плей-оф | Плей-оф | Плей-оф |
| Сезон        | Клуб                    | Ліга         | І                | Г                | П                | О                | ШХ               | І       | Г       | П       | О       | ШХ      |
| ------------ | ----------------------- | ------------ | ---------------- | ---------------- | ---------------- | ---------------- | ---------------- | ------- | ------- | ------- | ------- | ------- |
| 1989–90      | «Пітерборо Роадраннерс» | ОХА-B        | 41               | 30               | 54               | 84               | 76               | —       | —       | —       | —       | —       |
| 1990–91      | «Віндзор Спітфайрс»     | ОХЛ          | 64               | 31               | 70               | 101              | 31               | 11      | 3       | 6       | 9       | 8       |
| 1991–92      | «Віндзор Спітфайрс»     | ОХЛ          | 53               | 29               | 61               | 90               | 59               | 7       | 2       | 4       | 6       | 8       |
| 1992–93      | «Пітерборо Пітс»        | ОХЛ          | 61               | 25               | 55               | 80               | 55               | 18      | 3       | 8       | 11      | 18      |
| 1993–94      | «Сент-Джон Флеймс»      | АХЛ          | 79               | 35               | 48               | 83               | 52               | 7       | 2       | 4       | 6       | 16      |
| 1994–95      | «Сент-Джон Флеймс»      | АХЛ          | 63               | 28               | 53               | 81               | 70               | 5       | 0       | 2       | 2       | 2       |
| 1994–95      | «Калгарі Флеймс»        | НХЛ          | 10               | 0                | 2                | 2                | 2                | —       | —       | —       | —       | —       |
| 1995–96      | «Калгарі Флеймс»        | НХЛ          | 74               | 16               | 19               | 35               | 41               | 2       | 1       | 1       | 2       | 0       |
| 1996–97      | «Калгарі Флеймс»        | НХЛ          | 58               | 6                | 20               | 26               | 14               | —       | —       | —       | —       | —       |
| 1997–98      | «Калгарі Флеймс»        | НХЛ          | 72               | 27               | 22               | 49               | 40               | —       | —       | —       | —       | —       |
| 1998–99      | «Калгарі Флеймс»        | НХЛ          | 76               | 27               | 30               | 57               | 38               | —       | —       | —       | —       | —       |
| 1999–00      | «Калгарі Флеймс»        | НХЛ          | 37               | 12               | 9                | 21               | 12               | —       | —       | —       | —       | —       |
| 2000–01      | «Калгарі Флеймс»        | НХЛ          | 66               | 21               | 24               | 45               | 45               | —       | —       | —       | —       | —       |
| 2000–01      | «Сент-Луїс Блюз»        | НХЛ          | 12               | 3                | 4                | 7                | 6                | 15      | 3       | 5       | 8       | 8       |
| 2001–02      | «Сент-Луїс Блюз»        | НХЛ          | 80               | 23               | 22               | 45               | 36               | 9       | 0       | 2       | 2       | 2       |
| 2002–03      | «Сент-Луїс Блюз»        | НХЛ          | 79               | 24               | 43               | 67               | 56               | 6       | 2       | 2       | 4       | 2       |
| 2003–04      | «Тампа-Бей Лайтнінг»    | НХЛ          | 81               | 25               | 55               | 80               | 36               | 21      | 2       | 5       | 7       | 15      |
| 2005–06      | «Кароліна Гаррікейнс»   | НХЛ          | 72               | 21               | 55               | 76               | 32               | 23      | 9       | 16      | 25      | 12      |
| 2006–07      | «Кароліна Гаррікейнс»   | НХЛ          | 43               | 5                | 22               | 27               | 24               | —       | —       | —       | —       | —       |
| 2007–08      | «Кароліна Гаррікейнс»   | НХЛ          | 55               | 21               | 25               | 46               | 14               | —       | —       | —       | —       | —       |
| 2007–08      | «Оттава Сенаторс»       | НХЛ          | 24               | 3                | 16               | 19               | 10               | 4       | 2       | 0       | 2       | 2       |
| 2008–09      | «Флорида Пантерс»       | НХЛ          | 63               | 17               | 32               | 49               | 37               | —       | —       | —       | —       | —       |
| 2009–10      | «Флорида Пантерс»       | НХЛ          | 58               | 15               | 22               | 37               | 22               | —       | —       | —       | —       | —       |
| 2010–11      | «Флорида Пантерс»       | НХЛ          | 44               | 7                | 16               | 23               | 20               | —       | —       | —       | —       | —       |
| 2010–11      | «Кароліна Гаррікейнс»   | НХЛ          | 21               | 5                | 11               | 16               | 4                | —       | —       | —       | —       | —       |
| Усього в ОХЛ | Усього в ОХЛ            | Усього в ОХЛ | 178              | 85               | 186              | 271              | 145              | 36      | 8       | 18      | 26      | 34      |
| Усього в АХЛ | Усього в АХЛ            | Усього в АХЛ | 142              | 63               | 101              | 164              | 122              | 12      | 2       | 6       | 8       | 18      |
| Усього в НХЛ | Усього в НХЛ            | Усього в НХЛ | 1025             | 278              | 449              | 727              | 489              | 82      | 19      | 32      | 51      | 43      |